# Фельпке (Нижня Саксонія)
Фельпке (нім. Velpke) — громада в Німеччині, розташована в землі Нижня Саксонія. Входить до складу району Гельмштедт. Центр об'єднання громад Фельпке.
Площа — 19,70 км2. Населення становить 4933 ос. (станом на 31 грудня 2021).